# Otmuchów Cukrownia
Otmuchów Cukrownia – przystanek osobowy na zlikwidowanej linii nr 259 Otmuchów - Dziewiętlice, w Otmuchowie, w województwie opolskim, w powiecie nyskim, w gminie Otmuchów, w Polsce.
Przystanek kolejowy położony tuż obok cukrowni w Otmuchowie zbudowany na jej potrzeby, stanowił miejsce zatrzymywania się pociągów osobowych oraz początek wielotorowej bocznicy kolejowej cukrowni. 
Linia obecnie istnieje jako dojazd do bocznicy cukrowni. W 2009 roku zamknięto cukrownię, a linia dojazdowa i bocznice stoją nieużywane.